# Elaver depuncta
Elaver depuncta là một loài nhện trong họ Clubionidae.
Loài này thuộc chi Elaver. Elaver depuncta được Octavius Pickard-Cambridge miêu tả năm 1898.